# さやま遊園
さやま遊園（さやまゆうえん）は、かつて大阪府大阪狭山市に存在した南海電鉄系の遊園地である。

## 概要・沿革
1938年（昭和13年）5月1日、北条家より、村民（当時）のために有効利用して欲しいということで寄贈された狭山池東畔の狭山藩下屋敷跡地を利用して、南海電鉄会社によって開園。
戦時中・戦後は荒廃し、1952年から競艇場「狭山競走場」として利用された（1955年に競艇場は住之江競艇場に移転）が、1959年（昭和34年）4月1日に南海観光開発会社が経営を再開し、以降は南海電鉄が経営してきた。最寄駅は南海高野線大阪狭山市駅（開園当時の駅名は「狭山遊園前駅」）。
小学生以下の子どもたち対象の小ぢんまりとした地域密着型の遊園地で、夏季はプール、冬季は屋内型スケートリンクで賑わった。ピーク時には年間で54万人の入場者があった。その後少子化やレジャーの多様化などで入場者数が漸減して赤字が拡大し、2000年（平成12年）4月1日をもって閉園した。

## 施設概要
- 観覧車 - 高さ36m。現在は堺・緑のミュージアム ハーベストの丘に移設されている。
- ジェットコースター
- ツインドラゴン
- チルチルコースター
- いもむしくん
- 急流すべり
- メリーゴーランド
- サイクルモノレール
- ふれあい動物園
- リバープール
- スケートリンク
- 花時計
- お化け屋敷
- ミラーハウス
- スポーツパレス
- ゴーカート
- ジェット戦闘機のオブジェ(空自ノースアメリカンＦ-86Ｄ)

## 閉園後
跡地は住宅地として再開発された。その跡地内には高層マンションも建っており、後に大阪狭山市によって「さやか公園」という防災公園も整備された。またウェルカムゲート跡には大理石の中に写真パネルをはめ込んだモニュメントが後に設置されており、かつてここに遊園地があったことを偲びつつ、かつ垣間見ることができる。
最寄駅だった南海高野線の「狭山遊園前駅」は、閉園から約9ヶ月後の2000年12月23日に「大阪狭山市駅」に名称変更された。
南海電鉄では他に泉南郡岬町にてみさき公園（南海本線みさき公園駅下車）を長らく運営していたが、同園も来園者の減少で赤字運営が続いていたことから、2020年3月31日限りで閉鎖することを発表した。